# 三箇頼照
三箇 頼照（さんが よりてる、1510年代 - 1587年以降）は、戦国時代のキリシタン武将。洗礼名はサンチョ。三箇頼本の子。

## 略歴
三箇氏は大和国宇智郡の土豪出身で畠山政長に伴って河内に進出したという説あり（天理参考館会誌）。
三好長慶に仕え、飯盛山城の支城である三箇城の城主となった。永禄5年（1562年）飯盛山城でロレンソ了斎の説教を聞いて改宗を決意し、夏に妻や一族、家臣の多くと共に洗礼を受けた。頼照はさっそく城下に聖堂を設け、三箇は岡山、砂（共に現在の四条畷市）と並んで河内キリシタンの拠点となった。
頼照は、永禄7年（1564年）に三好長慶が死ぬと三好義継に従った。永禄8年（1565年）京で実権を握った松永久秀によって伴天連追放令が出されると、京から脱出したヴィレラやフロイスを保護した。同年に主君の三好義継から仏教への改宗を命じられたがこれを拒否し、一時期三箇を離れ堺に逃れている。
天正元年（1573年）義継が敗れると織田信長に降った。天正2年（1574年）にキリスト教に対する信仰を失っていたようであるが、2-3年で復帰している。天正5年（1577年）多羅尾綱知によって「毛利氏と内通している」との讒言を受け、近江の永原に閉居を命じられた。翌年許されて三箇に戻り、この時に家督を子の三箇頼連（洗礼名：マンショ）に譲って、自身は会堂に籠り信仰生活に没入した。
天正10年（1582年）、本能寺の変の際には明智光秀についたが山崎の戦いで光秀が敗れたため、三箇親子は領地を捨てて大和の筒井順慶のもとに逃亡し、三箇城とその城下は焼き討ちにあった。その後、親子は豊臣秀吉に許されたが、天正15年（1587年）の伴天連追放令の際には、高山右近、オルガンティノらと共に小豆島に潜伏した。その後オルガンティノを永原の信者代表に引き合わせているが、この記録を最後に消息は途絶えている。